# Pristolepis procerus
Pristolepis procerus là một loài cá trong họ Pristolepididae. Được Mathews Plamoottil mô tả như là P. procerus, mặc dù Pristolepis là danh từ giống cái nên danh pháp chính xác đúng ra phải là Pristolepis procera nhưng tại thời điểm năm 2021 chưa thấy nguồn hay tác giả nào chỉnh lại danh pháp cho phù hợp với quy tắc về giống trong tiếng Latinh.

## Mẫu định danh
Mẫu holotype: ZSI/NERC//4057; cá chiều dài tiêu chuẩn 85,0 mm, do Mathews Plamoottil thu thập ngày 10 tháng 12 năm 2013 tại sông Chaliyar chảy qua huyện Kozhikode, bang Kerala, Ấn Độ. Mẫu paratype: ZSI/ANRC/16619; cá chiều dài tiêu chuẩn 72 mm, các thông tin khác như mẫu holotype. Mẫu holotype lưu giữ tại Trung tâm khu vực Đông bắc của Cục Khảo sát Động vật Ấn Độ ở Shillong, bang Meghalaya. Mẫu paratype lưu giữ tại Trung tâm khu vực Andaman & Nicobar của Cục Khảo sát Động vật Ấn Độ ở Port Blair.

## Từ nguyên
Tính từ định danh "procerus" (gống cái: procera, giống trung: procerum) là tiếng Latinh có nghĩa là "cao" hay "dài"; đề cập đến chiều sâu cơ thể lớn của loài cá này.

## Phân bố
Được tìm thấy tại sông Chaliyar ở bang Kerala, Ấn Độ.

## Đặc điểm
Chiều dài tổng cộng (TL) 98,5-113,9 mm; chiều dài tiêu chuẩn (SL) 72-85 cm; chiều sâu thân 45,8-47,6% SL; chiều rộng thân tại gốc vây lưng 22,2-24,1% SL, tại gốc vây hậu môn 13,9-15,3% SL; chiều dài đầu (HL) 40,3-41,2% SL; chiều sâu đầu 30,3-35,3 % SL; chiều rộng đầu 20-20,1% SL; đường kính mắt 28,6-33,4% HL; chiều dài mõm 27,1-30,3% HL; chiều rộng liên hốc mắt 22,4-25,7% HL; chiều rộng liên lỗ mũi 17,1-17,2% HL; chiều rộng miệng khi há 28-29,3% HL. Thân ép dẹp; mặt lưng và mặt bụng lồi như nhau; vây lưng nhô lên đáng kể; đầu to, nhọn về phía mõm. Mắt nằm ở nửa phía trước phần lưng của đầu, mép trên của nó gần sát với mặt cắt lưng; các lỗ mũi cách xa nhau, các lỗ mũi ngoài ở phía trước mở ra ở đầu ống ngắn; các lỗ mũi sau tạo thành lỗ tròn, nằm sát hốc mắt; hàm trên hơi dài hơn hàm dưới; môi trên mọng; các liên hàm có thể kéo dài ra; miệng ở tận cùng, nằm ngay dưới đường trung tâm của cơ thể; hàm trên kết thúc hơi ở phía trước rìa trước của hốc mắt; xương trước hốc mắt không khía răng cưa; nắp mang với 2 gai không phân chia ở phía sau; góc trước nắp mang có khía răng cưa vừa phải với 18 răng cưa; chỗ tiếp giáp giữa liên và dưới nắp mang hơi khía răng cưa. Tia gai vây lưng mập, cứng hơn nhưng ngắn hơn các tia mềm; dài hơn những tia gai còn lại; màng liên gai khía sâu; một rãnh có trên đường giữa lưng để tiếp nhận các gai vây lưng; vây lưng mềm hình tam giác và bắt đầu ở phía trước khá đáng kể so với vây hậu môn mềm; chóp vây lưng mềm vươn ra phía sau một chút so với điểm giữa của vây đuôi; vây ngực bắt đầu hơi ở phía trước tia gai vây lưng thứ nhất; chóp vây ngực dài tới 9–10 hàng vảy, hơi ở phía sau chóp vây bụng một chút và gần phía trên lỗ hậu môn; vây bụng bắt đầu ngay phía sau gốc vây ngực và chóp của nó không bao giờ chạm đến lỗ hậu môn. Vây hậu môn có 3 gai cứng; gai thứ hai cứng hơn và gai thứ ba dài hơn các gai khác; vây hậu môn mềm hình tam giác; vây đuôi thuôn dài và mép thuôn tròn. Các vảy tương đối lớn; các vảy nhỏ xuất hiện trên ngực, gốc của vây lưng mềm, vây hậu môn mềm và vây đuôi. Không vảy trên các vùng liên hốc mắt và trước hốc mắt; đường bên gián đoạn, nhánh lưng đi qua 19-21 vảy, sau đó chấm dứt phía dưới tia vây lưng mềm thứ 6, thân màu nâu ánh đen; các vây xỉn màu.
P. procerus có thể phân biệt được với các đồng loại của nó ở chỗ nó có thân cao hơn màu nâu ánh đen, vây tối màu, đầu dài hơn, hốc mắt lớn hơn, vây hậu môn nằm ở phía sau nhiều hơn, 13 tia mềm ở vây lưng, các vây ngực, vây bụng và vây đuôi thuôn dài.